# جاغوبا أراساتي
جاغوبا اراستي (بالإسبانية: Jagoba Arrasate؛ مواليد 22 أبريل 1978) لاعب كرة قدم إسباني سابق والمدرب الحالي لنادي أوساسونا الناشط في الدوري الإسباني.

## روابط خارجية
- جاغوبا أراساتي على موقع قاعدة بيانات كرة القدم.إي يو (الإنجليزية)
- جاغوبا أراساتي على موقع Soccerway.com (الإنجليزية)
- جاغوبا أراساتي على موقع عالم كرة القدم.نت (الإنجليزية)